# Чарли и шоколадовата фабрика (филм)
Тази статия се отнася за филма от 2005 г. За книгата на Роалд Дал вижте „Чарли и шоколадовата фабрика“. За филма от 1971 година вижте „Уили Уонка и шоколадовата фабрика“.
„Чарли и шоколадовата фабрика“ (на английски: Charlie and the Chocolate Factory) е филм от 2005 г., направен по адаптация на едноименната книга на Роалд Дал от 1964 г. Режисьор на филма е Тим Бъртън. Участват Джони Деп в ролята на Уили Уонка и Фреди Хаймор в ролята на Чарли. Това е втората филмова адаптация на книгата след „Уили Уонка и шоколадовата фабрика“ (1971 г.) на режисьора Мел Стюарт. Филмовата версия от 2005 година е по-близка до оригинала.
„Чарли и шоколадовата фабрика“ е добре приет от публиката и от критиката. През 2006 г. филмът получава номинация за Оскар.

## Сюжет
Пет златни билета, скрити под опаковките на шоколади, дават възможност на пет деца и техните възрастни придружители да посетят шоколадовата фабрика на Уили Уонка. По време на обиколката в необикновената фабрика, четири от тях са наказани заради неприемливото си поведение, а Чарли Бъкет печели голямата награда.

## Герои
- Чарли Бъкет (Фреди Хаймор) – добро момче от бедно семейство. Той много обича шоколад, но получава само по един годишно за рождения си ден. Намира златен билет по щастлива случайност.
- Уили Уонка (Джони Деп) – най-великият майстор на шоколадови изделия в света. В няколкото сцени, представящи детството на Уили Уонка, ролята на героя се изпълнява от Блеър Дънлоп.
- Умпа-лумпи (Дийп Рой) – малките работници в шоколадовата фабрика. Произхождат от чудната страна Лумпаландия и се съгласяват да работят за Уили Уонка, привлечени от предложението за неизчерпаем запас от любимата им храна – какаови зърна. Ролята на всички умпа-лумпи се изпълнява от Дийп Рой, като за целта образът му е мултиплициран. Песните на умпа-лумпите се изпълняват от Дани Елфман.
- Дядо Джо (Дейвид Кели) – дядото на Чарли, бивш работник във фабриката на Уонка.
- Майк Тиви (Джордан Фрай) – момче, пристрастено към телевизията и видеоигрите. Намира златен билет, благодарение на компютърните си умения, които използва неправомерно. Не обича шоколад.
- Вайълет Борегард (АнаСофия Роб) – момиче, което постоянно дъвче дъвка. Има прекомерно развит състезателен дух, който в известна степен се дължи на влиянието на майка ѝ. Вайълет се включва в инициативата със златните билети, защото майка ѝ държи тя да бъде първа във всичко.
- Верука Солт (Джулия Уинтър) – разглезено богато момиче, което получава всичко, което поиска от родителите си. Баща ѝ ангажира всички свои работници да разопаковат шоколади, за да изпълни желанието на Верука да има златен билет.
- Огъстъс Глуп (Филип Виграц) – ненаситно момче, което постоянно яде сладкиши и в лакомията си дори нахапва златния билет, когато го намира по случайност.
- Скарлет Борегард (Миси Пайл) – амбициозната майка на Вайълет.
- Мистър Солт (Джеймс Фокс) – богатият баща на Верука, който изпълнява всяко нейно желание.
- Мисис Глуп (Франциска Троегнер) – майката на Огъстъс, лакома като сина си.
- Мистър Тиви (Адам Годли) – бащата на Майк. Нервен учител по география.
- Мисиз Бъкет (Хелена Бонъм Картър) – майката на Чарли.
- Мистър Бъкет (Ноа Тейлър) – бащата на Чарли.
- Д-р Уилбър Уонка (Кристофър Лий – строгият баща на Уили Уонка. Зъболекар по професия, той е забранявал на сина си да яде сладко и го е принуждавал да носи скоби на зъбите.
- Принц Пондичери (Нитин Ганатра) – принц, който се появява само в една сцена. Според разказа на дядо Джо, принцът живее за кратко в шоколадов дворец, построен за него от Уили Уонка.
- Принцеса Пондичери (Шели Кон) – съпругата на принц Пондичери. Също се появява само в една сцена.